# آمادانگا
امادانگا (بلوک توسعه عوام) (به انگلیسی: Amdanga (community development block)) یک منطقهٔ مسکونی در هند است که در بنگال غربی واقع شده‌است.

## خصوصیات
امادانگا ۱۶۵٬۷۷۱ نفر جمعیت دارد.